# Mnichy

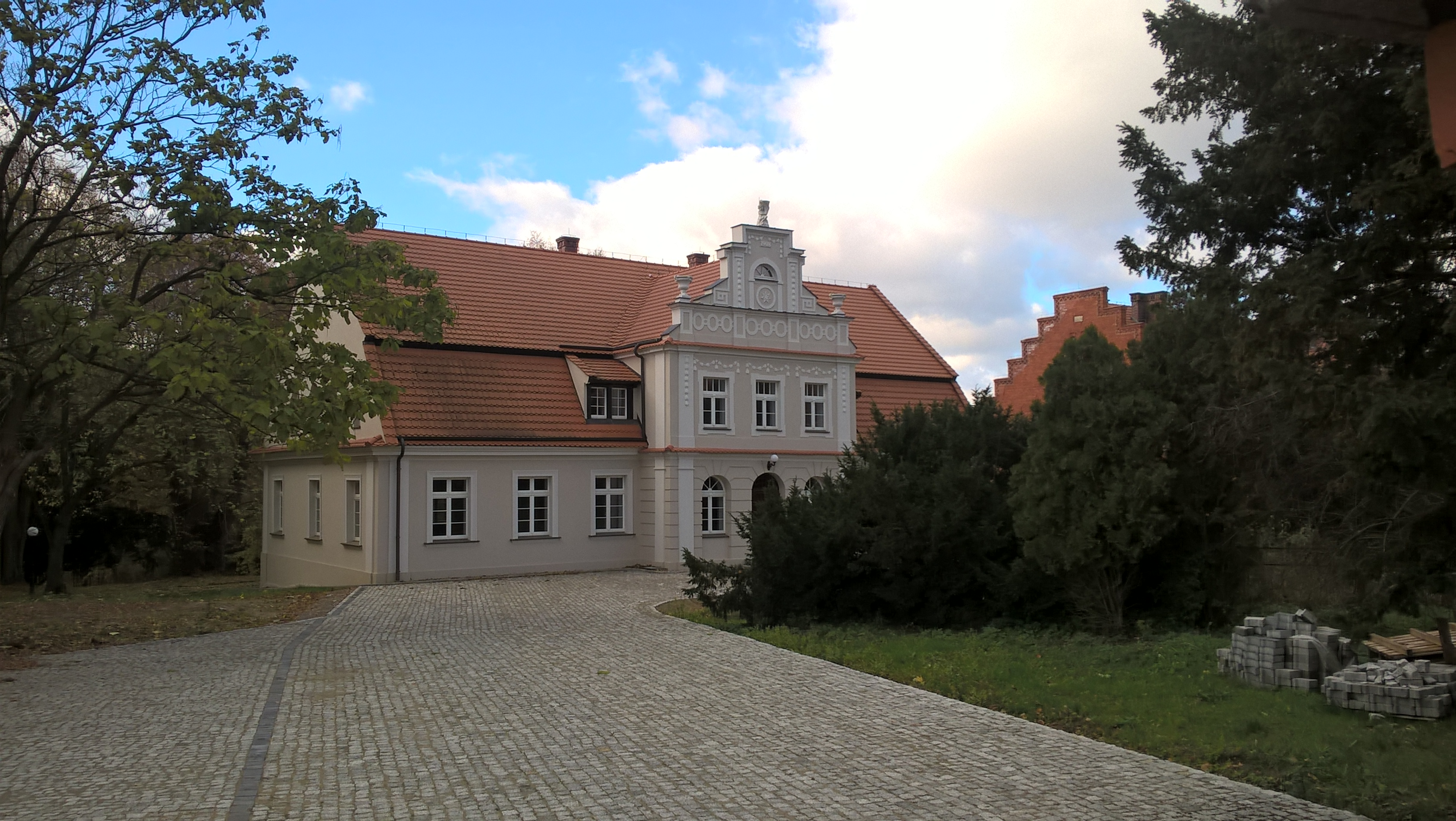
Dwór w Mnichach

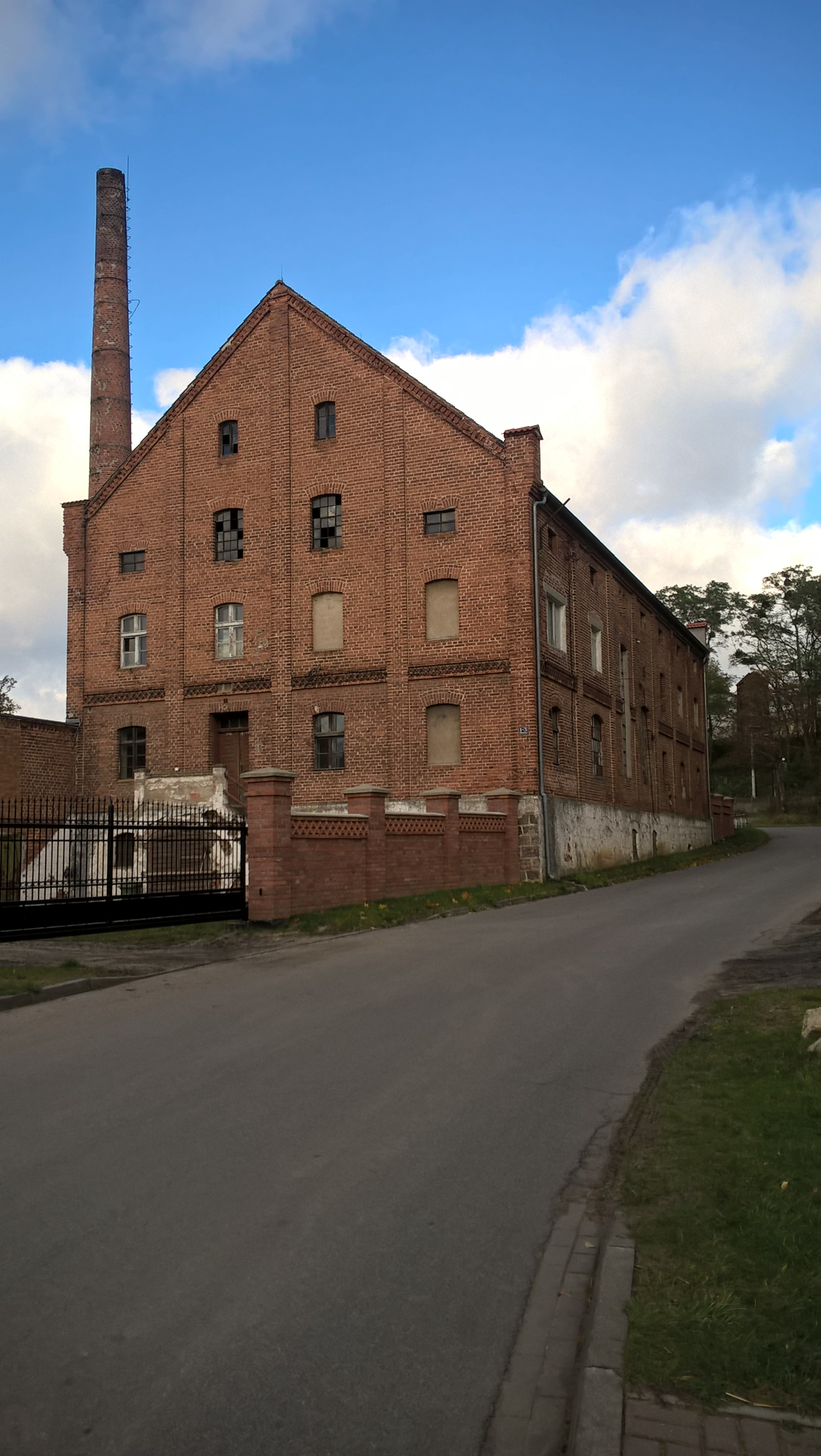
Gorzelnia w Mnichach

Mnichy – wieś sołecka w Polsce położona w województwie wielkopolskim, w powiecie międzychodzkim, w gminie Międzychód.

## Historia
Miejscowość pierwotnie związana była z Wielkopolską. Ma metrykę średniowieczną i istnieje co najmniej od początku XV wieku. Wymieniona w dokumencie zapisanym po łacinie z 1403 jako "Mnichi", 1408 "Mnych", 1439 "Amichy, Mnichy", 1466 "Mnychy", "1540 Mnychi" .
Początkowo była własnością opactwa cystersów w Paradyżu (obecnie Gościkowo) i w 1403 należała do klasztoru. Z czasem miejscowość stała się wsią szlachecką należącą do lokalnej szlachty Mniskich. W latach 1408–1435 Dobrogost Koleński dziedzic Prusimia, kasztelan kamieński w latach 1427-42, dokonuje zamiany dóbr z opatem klasztoru paradyskiego otrzymując w zamian m.in. wieś Mnichy. W 1435 woźny sądowy zapowiada, że połowa dziedzin Prusim, Mnichy, Gralewo i Miłostowo należy do tegoż Dobrogosta, a druga połowa do opata paradyskiego. W 1439 Sędziwój z Ostroroga wojewoda poznański otrzymał od opata paradyskiego wsie Mnichy oraz Miłostowo. Miejscowość należała wówczas do powiatu poznańskiego Korony Królestwa Polskiego. W 1546 odbył się proces o odnowienie granic między wsiami Mnichy i Gralewo. Odnotowano kopiec narożny rozdzielający wsie Tuczępy, Mnichy i Gralewo. W 1580 wieś leżała w parafii Kamionna .
Miejscowość wspominały historyczne dokumenty prawne, własnościowe i podatkowe. W 1563 odnotowano we wsi zagrodników. W 1577 pobór z Mnichów płacili właściciele: Stanisław oraz Jan Mniscy. W 1580 była wsią szlachecką położoną w powiecie poznańskim województwa poznańskiego w Rzeczypospolitej Obojga Narodów. Odnotowano w tym roku dwa młyny we wsi, a także pobór z części wsi należącej do Jana Mniskiego od 4 zagrodników, pasterza, który płacił od 20 owiec, młyna Korzecznik posiadającego jedno koło. Z części Jana Strzeleckiego pobrano podatek od 4 zagrodników oraz młyna o jednym kole .
W okresie Wielkiego Księstwa Poznańskiego (1815-1848) miejscowość wzmiankowana jako Mnichy wielkie należała do wsi większych w ówczesnym pruskim powiecie Międzyrzecz w rejencji poznańskiej. Mnichy wielkie należały do okręgu kwileckiego tego powiatu i stanowiły odrębny majątek, którego właścicielem był wówczas Rissman. Według spisu urzędowego z 1837 roku wieś liczyła 171 mieszkańców, którzy zamieszkiwali 20 dymów (domostw). W skład majątku Mnichy wielkie wchodziły wówczas także: Grolewo (16 domów, 160 mieszk.), Grolewska papiernia młyn (2 domy, 11 mieszk.) oraz Czajka folwark (Kiewitz, 1 dom, 8 mieszk.).
W latach 1975–1998 miejscowość administracyjnie należała do województwa gorzowskiego.